# À l'Ouest du Montana
Pour plus de détails, voir Fiche technique et Distribution.
À l'Ouest du Montana (titre original : Mail Order Bride) est un western américain réalisé en 1964 réalisé par Burt Kennedy, avec comme acteurs principaux Buddy Ebsen, Keir Dullea et Lois Nettleton. L'histoire porte sur les pressions exercées par un vieil homme sur le fils d'un ami décédé pour qu'il se marie.

## Synopsis
Will Lane promet de s'occuper du fils d'un ami déjà mort. Il se retrouve dépositaire de l'acte de propriété du ranch que possède cet ami dans le Montana, avec pour consigne de ne pas le remettre à son fils, Lee Carey, tant que ce dernier continue à se comporter comme un vaurien.
L'une des dispositions prévoit que Lee doit se marier. Will utilise les petites annonces à la recherche d'une épouse convenable. Il finit par trouver Annie Boley, veuve à Kansas City, mère d'un fils de six ans, qui travaille dans le saloon d'Hanna, celle qui a fait paraître la petite annonce.
Lee accepte d'épouser Annie, avec Jace, un employé du ranch, comme son témoin, mais lui indique qu'il s'agira d'un mariage de façade, sans autres obligations maritales. Will apprend que Jace a volé du bétail. Lee refuse d'y croire jusqu'à ce que Jace lui propose de le rejoindre et d'abandonner le ranch en ruines.
Lorsque Jace incendie la maison, avec le garçon d'Annie à l'intérieur, Lee revient à la raison et sauve le garçon. Will, en colère, est persuadé que Lee a conspiré avec Jace pour voler le troupeau et dégoûté lui remet l'acte de propriété. Mais Lee réalise être soucieux de sa nouvelle famille et demande à Will de l'aider à récupérer le bétail. Ils coincent Jace en ville. Une fusillade éclate. Jace est tué.

## Distribution
- Buddy Ebsen (vf : André Valmy) : Will Lane
- Keir Dullea (vf : Pierre Trabaud) : Lee Carey
- Lois Nettleton (vf : Nelly Benedetti) : Annie Boley
- Warren Oates (vf : Serge Sauvion) : Jace
- BarBara Luna : Marietta
- Paul Fix : shérif Jess Linley
- Marie Windsor : Hanna
- Denver Pyle : le prêcheur
- William Smith : Lank
- Kathleen Freeman : sœur Sue
- Abigail Shelton : la femme de chambre
- James Mathers : Matt Boley
- Doodles Weaver : Charlie Mary
- Diane Sayer : Lily Fontaine
- Ted Ryan : barman